# Flykthastighet

Isaac Newtons analys av flykthastighet. Projektilerna A och B faller tillbaka mot jorden medan projektil C uppnår en cirkulär omloppsbana, projektil D en elliptisk och projektil E flyr jordens gravitation.

Flykthastigheten är den hastighet som ett föremål, som befinner sig på ett visst avstånd från en himlakropp, måste ges för att det ska kunna röra sig ifrån himlakroppen utan att dras tillbaka av himlakroppens gravitation. Objekt med lägre hastighet faller tillbaka mot himlakroppen, medan objekt med högre hastighet – teoretiskt sett – kan fortsätta i det oändliga. Observera att detta dock inte gäller objekt med aktivt drivmedel, såsom raketer (se nedan). Begreppet tjänar som ett någorlunda intuitivt mått på en himlakropps dragningskraft I verkligheten måste man även ta hänsyn till bland annat eventuell friktion och himlakroppens rotationshastighet.
Teoretiskt innebär flykthastigheten den hastighet föremålet ska ha i början av färden, för att den dåvarande kinetiska energin precis kommer att omvandlas till potentiell energi under färden från himlakroppen. Ett annat sätt att uttrycka flykthastighet, är den hastighet ett objekt kommer att ha när den träffar en himlakropps yta om objektet fallit från oändlig höjd. 
Jordens flykthastighet är 11,19 kilometer per sekund eller 40 300 kilometer per timme. Ett föremål som skjuts upp från jordens yta med dennas hastighet kommer dock inte att nå yttre rymden då måttet inte tar hänsyn till luftmotstånd, och även med kompensation för detta skulle omgivande himlakroppars position spela stor roll för var föremålet skulle hamna, även om det gavs något lägre hastighet.

## Att räkna ut flykthastigheten
Flykthastigheten ve (e för "escape") som krävs för ett litet objekt med massan m, uppskjuten från en kropp med massan M och avståndet från kroppens centrum (radien) R skall kunna nå oändligt långt från kroppen utan att falla tillbaka fås genom att sätta rörelseenergin lika med skillnaden i potentiell energi (G är gravitationskonstanten):
{\displaystyle {{m{v_{e}}^{2}} \over 2}=\int _{R}^{\infty }{{GMm} \over r^{2}}\,dr=\left[-{\frac {GMm}{r}}\right]_{r=R}^{\infty }={{GMm} \over R}}
{\displaystyle v_{e}={\sqrt {2GM \over R}}}

## Beräkning av flykthastigheten utan användning av integral
Ett alternativt sätt att beräkna flykthastigheten bygger på att använda g (tyngdaccelerationen) som beräknas med hjälp av G (gravitationskonstanten), M (himlakroppens massa) och r (avståndet från himlakroppens yta till dess centrum).
{\displaystyle g={\frac {GM}{r^{2}}}}
För jorden med r satt till jordradien (jordradie) fås g (tyngdaccelerationen) till ca 9,81 m/s², ett värde som varierar mellan 9,78 och 9,83 m/s² beroende på var på jorden man befinner sig.  Jordens rotation gör nämligen att den inte är perfekt sfäriskt utan är något ihoppressad vid polerna.
Genom att därefter definiera ett objekts potentiella energi som negativ i närheten av en himlakropp och noll i världsrymden oändligt långt från övriga massor fås att summan av objektets kinetiska och potentiella energi skall vara noll vid flykthastighet. Dvs för att precis bryta sig ur en position i ett gravitationsfält med en viss negativ potentiell energi måste man tillföra en lika stor mängd positiv kinetisk energi. Detta ger för alla himlakroppar, där g naturligtvis måste beräknas för varje enskild himlakropp, följande ekvation.
{\displaystyle {\frac {1}{2}}mv_{e}^{2}-{mgr}=0}
{\displaystyle v_{e}^{2}={2gr}}
{\displaystyle v_{e}={\sqrt {2gr}}}
Flykthastigheten är alltså oberoende av massan på objektet och blir specifikt för jorden med g (tyngdaccelerationen) satt till 9,81 m/s² och r satt till R (jordradie) 6371 km lika med 11,2 km/s medan den för till exempel månen blir avsevärt mindre, endast 2,4 km/s.

## Flykthastigheten och raketer
Observera att ett föremål med aktivt drivmedel inte behöver uppnå flykthastighet för att lämna en himlakropp. En vanlig missuppfattning är till exempel att en raket måste uppnå farten 11 km/s för att lämna jorden. Däremot kommer den totalt att behöva använda minst lika mycket energi som om den accelererade till flykthastigheten momentant vid start. Alltså skulle en raket med obegränsad tillgång till bränsle kunna färdas hur långsamt som helst och ändå lämna jorden. Närvaron av en atmosfär gör saken mera komplex, eftersom friktionen ökar ju fortare raketen rör sig, men bortsett från det så bör en raket förbränna sitt bränsle så hastigt som möjligt för bästa bränsleeffektivitet.

## Svarta hål
Flykthastigheten från ett svart hål kan visas vara lika med ljusets hastighet, vilket gör att ljus inte kan fly från det svarta hålet. Idén är egentligen gammal (men återupptäcktes först 1970 då ett par dokument återfanns) och initierades av John Michell (1724–1793), som resonerade att en korpuskel (en liten kropp eller partikel) knappt kunde fly en himlakropp som hade samma densitet som solen, men med en 500 gånger större radie. (Detta skulle ge en flykthastighet ve=617,6 km/s · 500 ≈ 3·108 m/s). I allmänna relativitetsteorin, som formulerades under  1900-talets andra decennium, beskrivs gravitationens inverkan på ljuset dock på ett annat sätt.